# Stopplaats Heihoek
Station Heihoek (Hei) is een voormalige stopplaats aan de spoorlijn Tilburg - Nijmegen en ligt tussen de huidige stations Rosmalen en Oss West. De stopplaats bij Heihoek werd geopend op 4 juni 1881 en is in 1914 buiten gebruik gesteld. Ongeveer 750 meter ten oosten ligt sinds 1981 station Oss West.